# 포이데라티
포이데라티(라틴어: foederati, 복수형: 포이데라투스 foederatus)는 공화정 로마 초기에는 조약(foedus)으로 맺어진 군사동맹자들을 의미하는 것이었다. 포이데라티에게는 속주민(socii)과 달리 로마 시민권을 보유하지도, 로마의 지배를 받지도 않았지만 전시에는 병력을 제공할 것이 요구되었다. 90년 율리우스 법(Lex Iulia)가 통과됨에 따라 포이데라티에게 로마 시민권이 부여되었다.
로마 제국 말기에는 포이데라티의 의미가 확장되어 로마 제국 내의 영주권을 인정받는 대가로 병력을 제공할 의무를 띠게 된 이민족들을 가리키는 말이 되었다. 이 이민족들은 보통 반달족, 프랑크족, 알라니족, 그리고 서고트족으로 이루어져 있었다.

## 같이 보기
- 암미아누스 마르켈리누스
- 바랑기아 친위대